# Anatoli Iwanowitsch Kitow
Anatoli Iwanowitsch Kitow (russisch Анатолий Иванович Китов; * 9. August 1920 in Samara; † 14. Oktober 2005 in Moskau) war ein sowjetisch-russischer Kybernetiker, Informatiker und Hochschullehrer.

## Leben
Kitows Vater Iwan Stepanowitsch Kitow hatte in der Weißen Armee gedient, so dass er 1921 mit seiner Familie nach Taschkent zog und als Buchhalter in einer Bauorganisation arbeitete. Kitow wuchs als eins von fünf Kindern auf. In der Schule zeichnete er sich in Mathematik und Physik aus und gewann wiederholt in den Stadt- und Republikolympiaden. Er nahm an Tennis-, Schwimm- und Schachwettbewerben teil und wurde Taschkenter Turnmeister. Er baute Flugzeugmodelle.
1939 nach dem Abschluss an der Mittelschule mit Auszeichnung begann Kitow das Studium an der Taschkenter Zentralasiatischen Staatlichen Universität in der Physikalisch-Mathematischen Fakultät. Nach zweieinhalb Monaten wurde er zur Roten Armee eingezogen. Sein Vater wagte es trotz seiner zweifelhaften Vergangenheit beim Volkskommissar für Verteidigung Marschall der Sowjetunion Kliment Jefremowitsch Woroschilow vorzusprechen und um Berücksichtigung der herausragenden naturwissenschaftlichen Fähigkeiten seines Sohnes bei dessen Verwendung in der Truppe zu bitten. Darauf wurde Kitow zum Studium an der Leningrader Artillerieschule geschickt.
Zu Beginn des Deutsch-Sowjetischen Kriegs wurde Kitow im Juni 1941 vorzeitig aus der Artillerieschule als Jungleutnant entlassen und an die Südfront geschickt als Kommandeur eines Artilleriezugs und dann einer Flakbatterie. Im Sommer 1942 wurde er bei der Verteidigung einer Eisenbahnbrücke über den Donez bei Belaja Kalitwa schwer verwundet. 1943 schlug er eine neue Feuerleitmethode für die Flak vor. Er nahm an der Verteidigung des Kaukasus teil, wobei er wieder verwundet wurde, und an der Landung bei Kertsch zur Befreiung der Krim. Der Krieg endete für Kitow im Mai 1945 in Deutschland.
Im August 1945 begann Kitow das Studium in Balaschicha an der Dserschinski-Artillerie-Akademie in der Fakultät für Raketenartillerie, wo er als Stalin-Stipendiat sogleich nach Bestehen der Prüfungen des 1. Kurses in den 2. Kurs kam. Gleichzeitig hörte er Vorlesungan an der Lomonossow-Universität Moskau (MGU) in der Mechanisch-Mathematischen Fakultät und nahm am Seminar Andrei Nikolajewitsch Kolmogorows teil. Das Studium schloss er 1950 mit Auszeichnung und Goldmedaille ab.
Ab 1950 arbeitete Kitow als wissenschaftlicher Referent im Verteidigungsministerium der UdSSR. 1952 verteidigte er im Wissenschaftlichen Rat des Forschungsinstituts NII-4 des Verteidigungsministeriums mit Erfolg seine Dissertation über die Programmierung der Ballistik von Raketen großer Reichweite für die Promotion zum Kandidaten der technischen Wissenschaften. Kitows Dissertation war die erste sowjetische Dissertation zur Programmierung.
1952 gründete Kitow eine Rechner-Abteilung in der Akademie der Artillerie-Wissenschaften, die er dann leitete. Gleichzeitig war er Abnahme-Beamter beim Spezialkonstruktionsbüro SKB-245 des Ministeriums für Maschinen- und Gerätebau. Daneben hielt er Vorlesungen über Rechner und Programmierung an der Dserschinski-Artillerieakademie. Seine Vorlesungen gehörten zu den ersten Vorlesungen über Rechner und Programmierung in der UdSSR neben denen von Sergei Alexejewitsch Lebedew am Moskauer Energetischen Institut (MEI) und Baschir Iskandarowitsch Ramejew am Moskauer Ingenieur-Physik-Institut (MIFI).
Im SKB-245 lernte Kitow Norbert Wieners Buch über die Kybernetik kennen, die in der UdSSR als bürgerliche Pseudowissenschaft verpönt war. Kitow verfasste nun einen grundlegenden Artikel über die Grundzüge der Kybernetik, der erst nach langjährigen Bemühungen Kitows, Alexei Andrejewitsch Ljapunows und Mitarbeitern von der Ideologie-Abteilung des ZK der KPdSU zur Veröffentlichung freigegeben wurde. An einer abschließenden Diskussion im Seminar des geheimen Forschungsinstituts NII-5 nahm auch der Kybernetiker Modest Georgijewitsch Haase-Rapoport teil. 1955 erschien der von Kitow, Sergei Lwowitsch Sobolew und Ljapunow unterzeichnete Artikel in der Zeitschrift Probleme der Philosophie des ZK der KPdSU als erster positiver sowjetischer Artikel über die Kybernetik.
Im Mai 1954 gründete Kitow und leitete dann das Rechenzentrum Nr. 1 des Verteidigungsministeriums, das später das zentrale Forschungsinstitut ZNII-27 des Verteidigungsministeriums wurde. Hier stellte Kitow ein Wissenschaftlerkollektiv aus Spezialisten für mathematische Methoden, Algorithmen und Software-Entwicklung und Rechnertechnik-Ingenieuren zusammen, zu dem insbesondere Lasar Aronowitsch Ljusternik, Alexei Andrejewitsch Ljapunow, Lew Israilewitsch Gutenmacher, Igor Andrejewitsch Poletajew, Nikolai Pantaleimonowitsch Buslenko und Gerold Georgijewitsch Belonogow gehörten. Im Rahmen der kontinuierlichen gemeinsamen Weiterbildung lehrte Kitow selbst die Grundlagen der Programmierung für Digitalrechner. Kitow realisierte das Parallelrechner-Prinzip. Unter seiner Leitung wurde 1958 im Rechenzentrum Nr. 1 der Elektronenröhren-Rechner M-100 mit 100.000 Operationen pro Sekunde entwickelt, der damals der weltweit schnellste Rechner war.
Im Januar 1959 reichte Kitow beim ZK der KPdSU einen an Nikita Sergejewitsch Chruschtschow gerichteten Bericht über Probleme der Rechnerentwicklung im Lande ein, der dann eine wichtige Rolle bei den Beratungen über die beschleunigte Entwicklung von Rechnern und deren Einführung in die Volkswirtschaft spielte. Die von Axel Iwanowitsch Berg geleitete Regierungskommission akzeptierte alle Vorschläge Kitows zur beschleunigten Rechnerentwicklung. Allerdings wurde Kitows Hauptidee, die Verwaltung der Wirtschaft der UdSSR auf der Basis eines einheitlichen staatlichen Rechnernetzes umzubauen, nicht angenommen. Im Herbst 1959 reichte Kitow in gleicher Weise einen weiteren Bericht ein mit einer Kritik der bisherigen Verwendung von Rechnern im Verteidigungsministerium und dem Vorschlag, ein einheitliches Verwaltungssystem für die Streitkräfte und Volkswirtschaft auf der Basis eines gemeinsamen Netzwerks von Rechenzentren zu schaffen. Dieser Vorschlag zielte auf ein sowjetisches Internet. Die zur Prüfung eingesetzte Kommission des Verteidigungsministeriums unter Leitung Marschall der Sowjetunion Konstantin Konstantinowitsch Rokossowskis bewertete den Bericht und alle Vorschläge negativ, worauf Kitow aus der KPdSU ausgeschlossen und aus seinem Leitungsamt entlassen wurde.
Kitow entwickelte die assoziative Programmierung, über die er auf Konferenzen und insbesondere im November 1962 in Ljapunows Programmierungsseminar an der MGU berichtete. 1963 verteidigte er mit Erfolg seine Doktor-Dissertation über die Anwendung von Rechnern bei der Flugabwehr für die Promotion zum Doktor der technischen Wissenschaften. Er war dann fünf Jahre lang Mitarbeiter und Vertreter Wiktor Michailowitsch Gluschkows bei Arbeiten im Verteidigungsministerium für automatisierte Kontrollsysteme. Kitow veröffentlichte Aufsätze und Monografien zur Theorie und Praxis der industriellen Kontrollsysteme (ICS) neben anderen Monografien zu Programmierungen für diverse Anwendungsgebiete. Unter Kitows Leitung wurde auf der Basis von ALGOL-60 die prozessorientierte algorithmische Programmiersprache ALGEM (Ökonomisch-Mathematische Algorithmen) für Anwendungen in der Wirtschaft entwickelt, die in vielen Unternehmen der UdSSR und einiger Ostblockländer benutzt wurde. 1965–1972 war Kitow Direktor des Rechenzentrums des Ministeriums für Funktechnikindustrie.
Ab 1970 wandte Kitow sich den medizinischen Kontrollsystemen zu und entwickelte ein Gesundheitsfürsorge-ICS. Mit seinen Veröffentlichungen zur medizinischen Kybernetik und Datenverarbeitung wurde er der Begründer der sowjetischen medizinischen Informatik. Er vertrat die UdSSR im Technischen Komitee Nr. 4 der International Federation for Information Processing (IFIP) und gehörte zu den Führungspersonen der aus dem Komitee Nr. 4 entstandenen International Medical Information Association (IMIA). Er war an der Organisation vieler diesbezüglicher Konferenzen beteiligt.
1980–1991 leitete Kitow den Lehrstuhl für Rechentechnik und Programmierung des Moskauer Instituts für Volkswirtschaft. Auch lehrte er am Lehrstuhl für Rechentechnik des MEI, an dem sein Sohn Wladimir (* 1948) studiert hatte.
Seit 2010 findet die jährliche Internationale Kitow-Konferenz der Russischen Plechanow-Wirtschaftsuniversität statt.

## Ehrungen, Preise
- Medaille „Für die Verteidigung des Kaukasus“
- Medaille „Für Verdienste im Kampf“
- Medaille „Sieg über Deutschland“
- Orden des Roten Sterns
- Verdienter Wissenschaftler und Techniker der RSFSR
- Orden des Vaterländischen Krieges II. Klasse (1985)[11]
- Vollmitglied der Russischen Akademie der Naturwissenschaften